# 魚梁瀬森林鉄道
魚梁瀬森林鉄道（やなせしんりんてつどう）は、かつて高知県の馬路村・北川村・安田町・田野町・奈半利町にあった森林鉄道である。魚梁瀬杉を運搬することを主目的として開業したが、陸上交通網が整備されつつあったことに加えて、魚梁瀬ダムの完成により軌道が水没したことから廃止となった。
一部路線では一般客も乗車可能だった。廃止後は高知東部交通がバスを運行している。

## 概要
魚梁瀬地区は、平家の門脇中納言平教経の入洛により集落が始まったとされる。竹や木を並べて水を堰き止めて魚を捕まえる仕掛けを「梁（やな）」と呼ぶが、教経はそうして川魚を捕り暮らしていたことから後にこの地区が「やなせ」と名付けられたようである。藩政時代になってこの山々の森林資源が着目され、下流地域から人々が上がって来るようになり、奈半利川の水流を利用し、魚梁瀬材は河口へと集められていった。
林道開設も早く、1895年（明治28年）、魚梁瀬和田山から宝蔵山にいたる12.4kmの牛馬道を開設。その後和田山 - 魚梁瀬、谷山口 - 東川、魚梁瀬 - 栃谷と延長された。安田川方面も1900年（明治33年）、日浦 - 東川（ひがしごう）、明神口 - 日浦と林道が開設されたが、これは運材よりも物資輸送が主な目的であり、運材は河川を利用していた。しかし、山腹に設けられた牛馬道や車道、さらに流木では間に合わなくなり、1907年（明治40年）に安田川山線に最初の軌道が開設され、その後、千本山国有林に関する農商務省の直轄事業として、1910年（明治43年）から田野 - 馬路間23.4kmの鉄道を建設、1911年（明治44年）に完成した。当初は自然の重力を利用した乗り下げで運材が行われており、山へ帰る時は犬または牛にトロリーを牽かせていた。
1915年（大正4年）には久木隧道(333m)が貫通し、魚梁瀬まで開通。さらに1919年（大正8年）には石仙（こくせん）まで開通し、田野 - 石仙間41.6kmが完成した。しかし釈迦ヶ生（しゃかがうえ） - 久木（くぎ）隧道間には地形上、逆勾配が存在し、また奈半利川流域の運材には適さないため、奈半利（なはり）川線の計画が立てられた。これは1928年（昭和3年）から調査が始まり、1929年（昭和4年）11月24日起工、1942年（昭和17年）3月には支線を含めた奈半利川線（奈半利 - 釈迦ヶ生間41.9km）が完成した。ここに総延長250kmに及ぶ日本国内屈指、そして高知県内最大の森林鉄道網が完成したのである。なお、魚梁瀬森林鉄道とは安田川線、奈半利川線の両幹線に加え、各支線を含めた総称である。
安田川線は1910年（明治43年）に着工し、1919年（大正8年）に田野貯木場 - 石仙間41.6kmが完成。軌間762mm、9 - 10kg/mレールを使用し、最急勾配は逆31.3パーミル、順13.3パーミル、最小曲線半径21.8mであった。一方、奈半利川線は1929年（昭和4年）着工、1942年（昭和17年）に奈半利貯木場 - 釈迦ヶ生間41.9kmが完成した。10kg/mレールを使用し、最急勾配は順16.5パーミル、最小曲線半径30mであった。

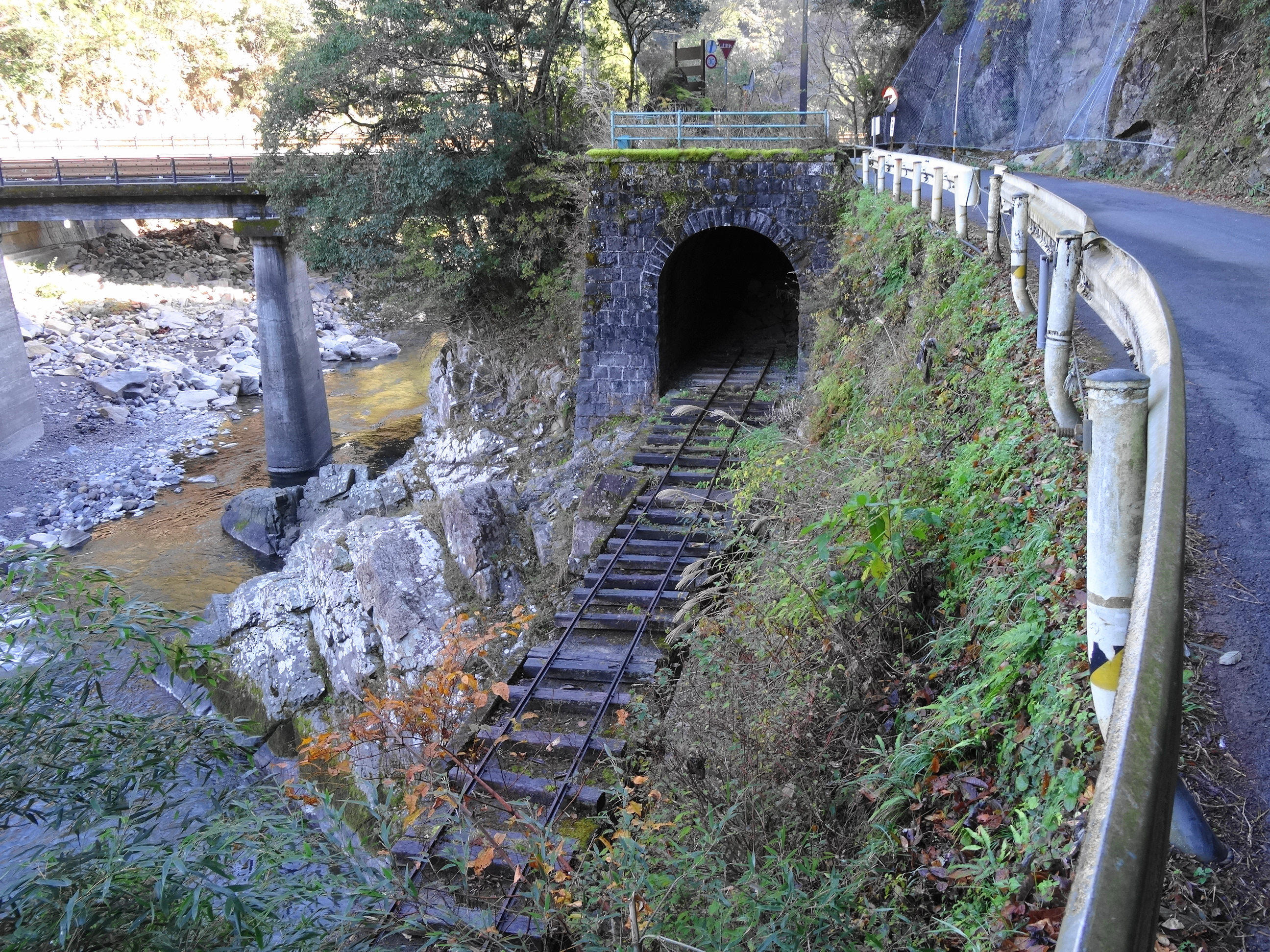
馬路地区馬路橋付近の廃線跡・五味隧道

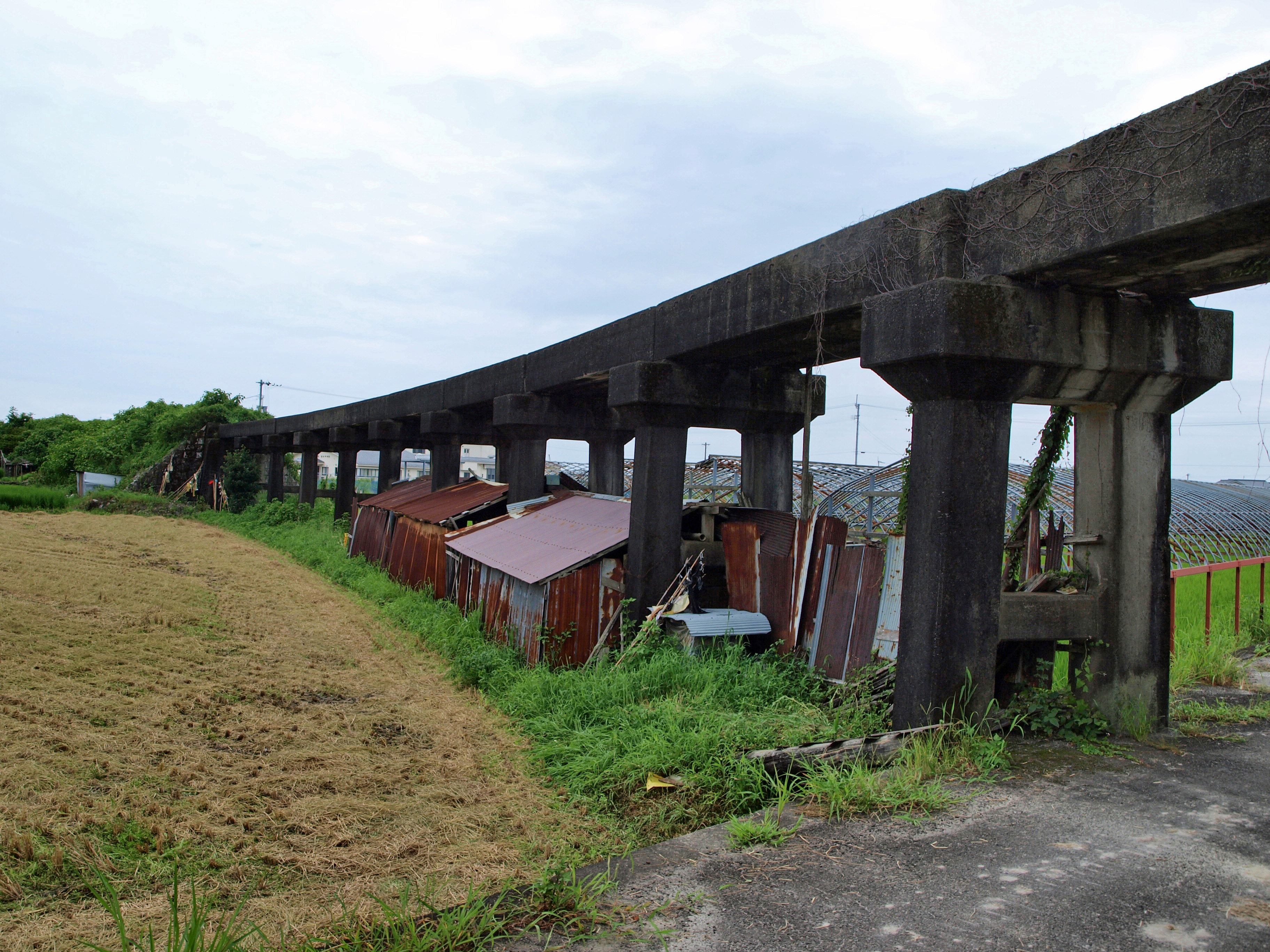
田野町に残る高架橋。この先で奈半利川を渡っていた

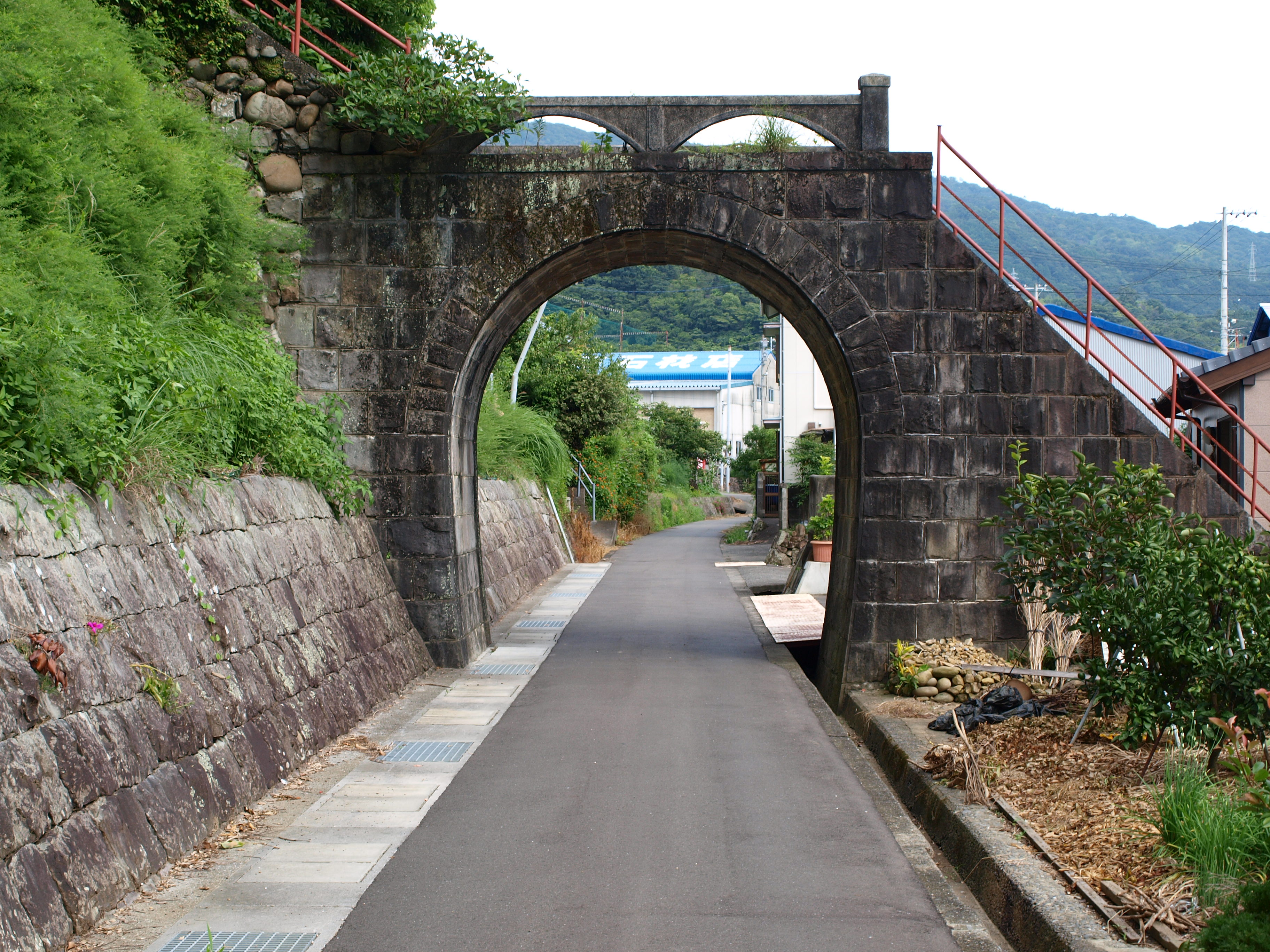
奈半利町に残る跨線橋。寺への参道となっている。

### 路線
- 路線名
  - 安田川線（幹線）
  - 安田川線 田野貯木場 - 釈迦ヶ生 33.1km
  - 安田川線（支線）
  - 奈半利川線 奈半利貯木場 - 石仙 49.8km
  - 田野線
  - 海岸線
  - 須川線
  - 西谷線
  - 蛇谷線
  - グドウジ線 1.619m
  - 矢筈谷線
  - 竹屋敷線
  - 大谷線
  - 栃谷線
  - 朝日出線
  - 安田川山線
  - 須垣谷線
  - 槙谷線
  - 河平線
  - 宿ノ谷分線
  - 七々川線
  - 東川線
  - 東川線亀谷支線
  - 東川線高面支線
  - 谷山線
  - 中川線
  - 宝蔵線
  - 宝蔵線赤度支線
- 軌間：762mm
- 複線区間：駅、一部の区間に有。また、奈半利川線廃止後、安田川線に新たに複線を敷設。

## 歴史
- 1895年（明治28年）：魚梁瀬和田山 - 宝蔵山にいたる12.4kmの牛馬道を開設。
- 1907年（明治40年）：安田川林道に手押し軌道が運行を開始。
- 1910年（明治43年）1月27日：野川林道開設（林用軌道）。田野 - 馬路間工事着工。
- 1911年（明治44年）：田野 - 馬路間の軌道が敷設される。
- 1912年（大正元年）：馬路 - 魚梁瀬間工事着工。
- 1913年（大正2年）：谷山線敷設。
- 1915年（大正4年）：久木隧道が完成し馬路 - 魚梁瀬間が開通。田野 - 二股間工事着工。
- 1916年（大正5年）：魚梁瀬 - 石仙間の工事着工。
- 1917年（大正6年）：魚梁瀬 - 石仙間完成。宝蔵線（西川線）敷設。
- 1918年（大正7年）：中川線敷設。
- 1929年（昭和4年）：七々川線・南栃谷線敷設。檜製の明神口橋を機関車導入に伴い下路式鉄骨トラス橋に付替え[1]。
- 1930年（昭和5年）：東川線敷設。
- 1931年（昭和6年）：奈半利貯木場完成。田野貯木場 - 二股間完成。奈半利貯木場 - 立岡間完成（奈半利川鉄橋を除く）。竹屋敷線、蛇谷線、グドウジ線を敷設。
- 1933年（昭和8年）：奈半利川鉄橋完成により奈半利貯木場 - 立岡間開通。
- 1934年（昭和9年）：矢筈谷線敷設。
- 1935年（昭和10年）：二股 - 栃谷口間の橋梁以外の路体工事が起工。
- 1938年（昭和13年）：二股 - 栃谷口間の路体が完成。
- 1939年（昭和14年）-1940年（昭和15年）：二股橋・堀ヶ生橋の工事着工。脱線により列車が谷底に転落する事故が発生、死者14名。
- 1941年（昭和16年）
  - 8月：大谷支線工事着工。
  - 9月：栃谷口 - 釈迦ヶ生間の工事着工。
- 1942年（昭和17年）
  - 3月：大谷支線敷設。
  - 10月：栃谷口 - 釈迦ヶ生間完成。これにより全線開通。
  - 11月：開通式が挙行される。
- 1943年（昭和18年）：西谷線敷設。
- 1958年（昭和33年）
  - 8月20日：北川村長山において、軌道の撤去式典が行われ、長山 - 二股間撤去開始。
  - 11月：6m道路が完成。また竹屋敷線の軌道撤去・車道化も行われる。
- 1960年（昭和35年）
  - 5月：二股 - 釈迦ヶ生間の2車線道路化が完成。
  - 6月：奈半利川線はトラック輸送に切り替わる。安田川線撤去開始。
- 1961年（昭和36年）3月：釈迦ヶ生 - 久木隧道間が軌道撤去・車道化完成。
- 1962年（昭和37年）
  - 2月：久木隧道 - 東川間が軌道撤去・車道化完成。この頃までに、安田 - 明神口間、馬路橋 - 東川間については、軌道の対岸の県道拡幅工事がすでに完成していた。そして、明神口 - 馬路橋間の軌道撤去・車道化が完成し、安田川線も全線トラック輸送に切り替わる。
  - 6月：釈迦ヶ生以奥は、代替道路を上部に新設し、釈迦ヶ生 - 丸山台地間完成
- 1963年（昭和38年）2月：丸山台地 - 石仙間の代替道路が完成し、ここに森林鉄道が終焉した。
- 1964年（昭和39年）：一部で利用されている線があったが3月30日全線廃止となる。
- 1970年（昭和45年）6月：魚梁瀬ダム完成。

## 車両
- 蒸気機関車 (SL)
  - シェイ式12.8t
  - 米国ポーター社製10tBサイドタンク
  - 田中機械製作所製SL
- ディーゼル機関車 (DL)
  - 谷村鉄工所製DL
  - 野村組工作所製4.8tDL

## 重要文化財指定

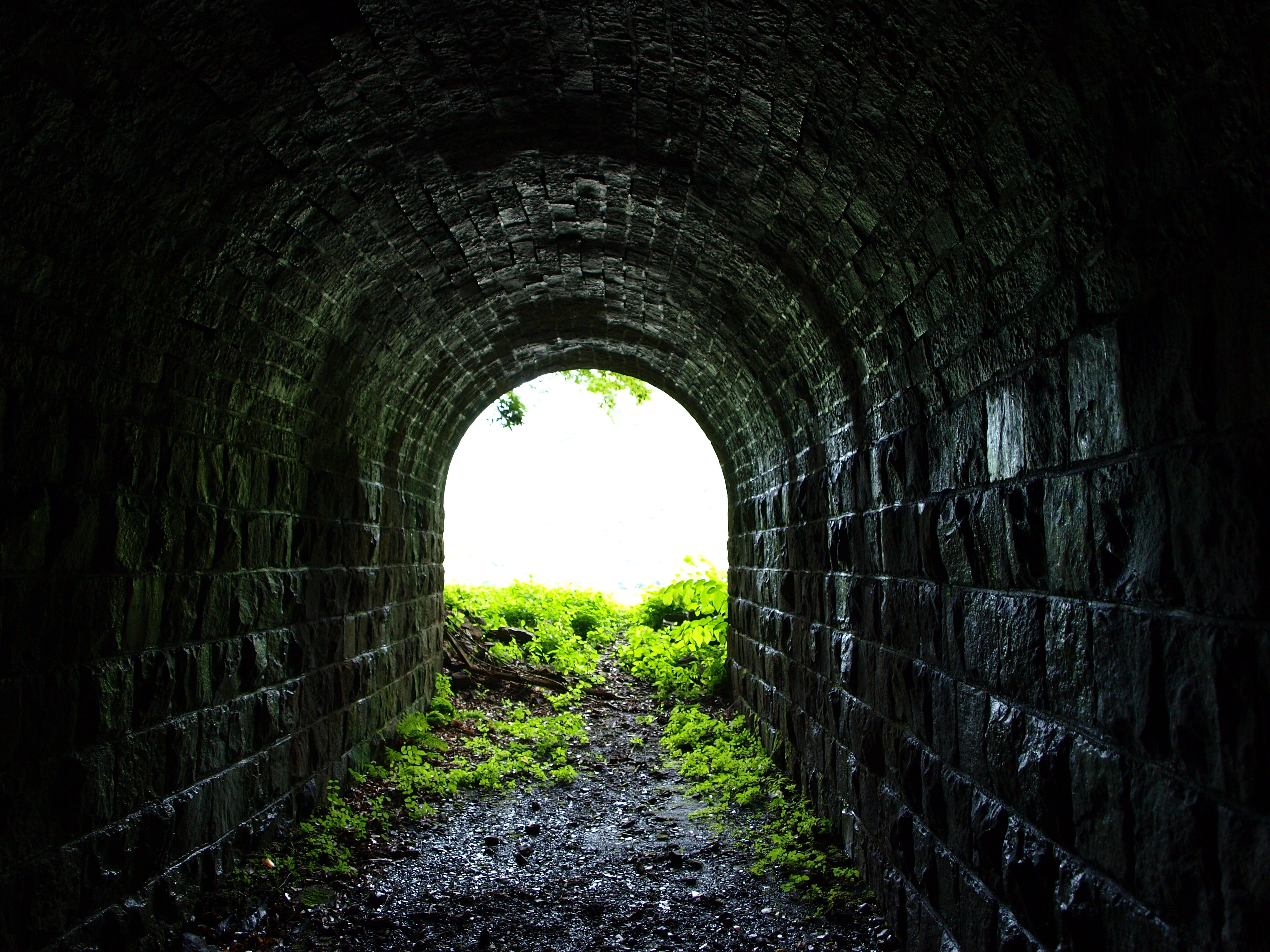
馬路村・安田町の境界近くに残る平瀬隧道

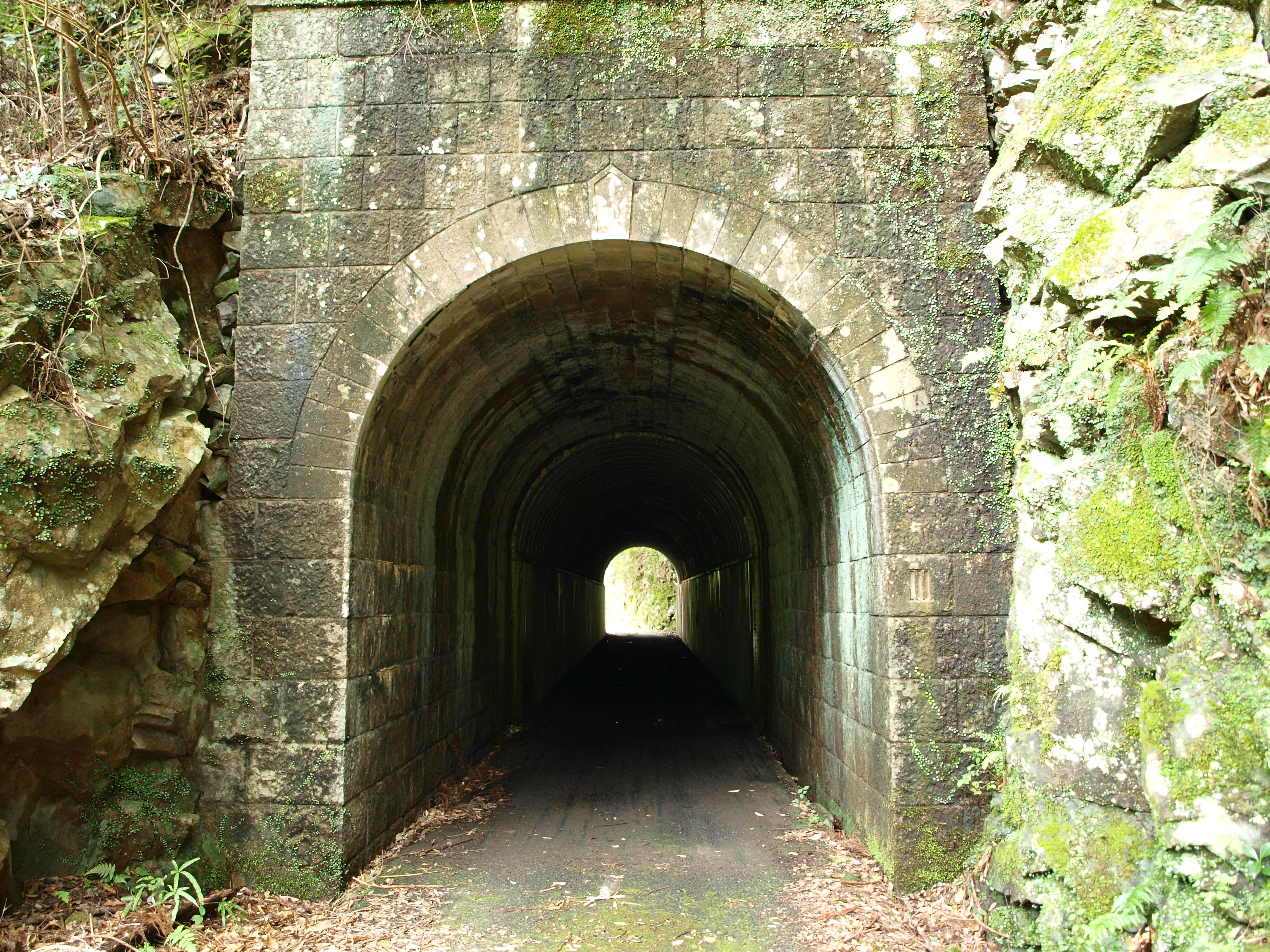
安田町に残るオオムカエ隧道

2009年（平成21年）6月30日に、林業技術史上重要な遺産である、切石砂岩で築かれた内法幅約3m・高さ約3.5mの半円アーチ形トンネルや橋などの施設が「旧魚梁瀬森林鉄道施設」として重要文化財に指定された。森林鉄道の重文指定は初めてである。
- 旧魚梁瀬森林鉄道施設 9基5所
  - エヤ隧道
  - バンダ島隧道
  - オオムカエ隧道
  - 明神口橋
  - 釜ヶ谷桟道（かまがたにさんどう）
  - 釜ヶ谷橋
  - 平瀬隧道
  - 河口隧道（こうぐちずいどう）
  - 落合橋
  - 犬吠橋（いぬぼうばし）
  - 井ノ谷橋
  - 小島橋
  - 二股橋
  - 堀ヶ生橋（ほりがをばし）

## 廃線後の状況・取り組み
北川村内では、廃線後に線路撤去、路盤舗装の上で道路（高知県道11号奈半利東洋線（現在は国道493号））に転用された。

### 馬路温泉馬路森林鉄道
馬路集落には現在「馬路温泉馬路森林鉄道」というポーター社製SLをモデルとした遊覧鉄道が走っている。
- 馬路温泉馬路森林鉄道馬路温泉前駅
- 同鉄道の機関車
- 同鉄道の客車
- 走行の様子

### 魚梁瀬丸山公園の保存鉄道
廃線後、野村組工作所（高知市）製のDLのみが保存されていた。その後、1991年（平成3年）に丸山台地にある魚梁瀬丸山公園へ移設・動態保存された。重量があり、線路に与える影響が大きいため、運転される機会は限定されている。通常は谷村鉄工所タイプのDLを垣内鉄工所で復元したものが運転されている。
- 同公園で保存運転中の野村式機関車
- 同公園で保存運転中の谷村式機関車
- 魚梁瀬森林鉄道の客車
- 森林鉄道館